# Ballade berlinoise
Pour les articles homonymes, voir Berlinoise.
Pour plus de détails, voir Fiche technique et Distribution.
Ballade berlinoise (titre original : Berliner Ballade) est un film allemand de Robert A. Stemmle sorti en 1948. Il fait partie de la tradition d'après-guerre des films de décombres.

## Synopsis
En l'an 2048, Berlin dispose d'un aéroport international gigantesque qui s'est étendu au-delà de Grunewald et menace Kostrzyn nad Odrą et Magdebourg. On y diffuse une séquence filmée datant de 1948, qui n'est ni en 3D, ni en couleurs et attire beaucoup de spectateurs curieux. On y montre la capitale après la Seconde Guerre mondiale. Alors que la plupart des gens se sont résignés à la situation de manque, Otto Normalverbraucher (le Monsieur Tout-le-monde allemand), tout juste rapatrié comme prisonnier de guerre, ne parvient à s'intégrer dans la vie civile. Après avoir trouvé difficilement son chemin entre les ruines de la ville vers son appartement, il se rend compte qu'il est occupé par une femme qui tient une agence de rencontres et un homme qui vit de petites combines. Il prouve son droit, on s'arrange alors pour vivre à trois. Il se souvient alors :
Il veut par tous les moyens se faire passer pour malade lorsqu'il reçoit son ordre d'incorporation, mais est finalement déclaré apte. Après avoir survécu à la guerre dans la discrétion, il tente de se rendre à pied dans le sud de l'Allemagne et subit la bureaucratie de l'après-guerre. Sans autorisation d'immigrer, sans permis de séjour, sans certificat de travail, il est contraint de retourner à Berlin. De retour dans la capitale, Otto Normalverbraucher n'arrive pas à se faire à la situation, dort la plupart du temps. Dans ses rêves, il se voit assis à une table de buffet avec une serveuse blonde qui lui donne de succulentes tartes.
Après avoir attendu dans les longues files de l'administration, il essaie de maîtriser l'utilisation des bons d'alimentation et certains défauts de la vie quotidienne. Cependant, l'absence de la plupart des aliments et une certaine monotonie de la faim le rendent malade. Il rend visite à un psychiatre, mais qui lui-même est malade et ne peut pas l'aider. Otto commence à vendre ses meubles et ses effets personnels pour acheter à manger. Bientôt il retrouve du travail dans une imprimerie. Mais l'activité vient bientôt à manquer, il devient vendeur d'assurances contre la grêle, est de nouveau au chômage, devient veilleur de nuit dans une entreprise d'habillement. Mais il se laisse encore gagner par le sommeil ; durant ce temps, deux cambrioleurs vident les locaux. En désespoir de cause, Otto cherche le salut lors de la survenue des événements politiques. Bientôt il trouve un emploi de serveur dans un établissement de luxe.
Avec le temps, les pénuries disparaissent. Otto repousse les avances que lui font les dames. Quand il va avec sa colocataire Ida Holle à un bal costumé, il rencontre Eva, une jeune serveuse, qui ressemble à la dame de ses rêves. Otto et Eva ne se quittent plus. Ils se marient, mais la passion disparaît très vite et la vie de tous les jours revient. La réforme monétaire et le blocus de Berlin provoquent des soucis supplémentaires. Alors qu'il prend un verre dans un bar avec son colocataire qui vient d'être relâché après une courte peine, Otto croise deux hommes qui tiennent un discours réactionnaire sur la guerre. Il veut les contredire, mais se fait rosser. Il est déclaré mort et doit être enterré. Mais il se réveille et souhaite comprendre. Au cimetière, Otto Normalverbraucher vient enterrer devant les spectateurs des choses symboliques comme la haine, la peur et la jalousie. 
Lui et sa femme s'éloignent bras dessus bras dessous.

## Fiche technique
- Titre : Ballade berlinoise
- Titre original : Berliner Ballade
- Réalisation : Robert A. Stemmle
- Scénario : Günter Neumann (de)
- Musique : Günter Neumann, Werner Eisbrenner
- Direction artistique : Gabriel Pellon
- Costumes : Gertraud Recke
- Photographie : Georg Krause
- Son : Hans Löhmer
- Montage : Walter Wischniewsky
- Production : Alf Teichs, Heinz Rühmann (non crédité)
- Sociétés de production : Comedia-Film GmbH
- Société de distribution : Dietz-Filmverleih
- Pays d'origine :  Allemagne
- Langue : allemand
- Format : Noir et blanc - 1,37:1 - Mono - 35 mm
- Genre : Comédie
- Durée : 89 minutes
- Dates de sortie :
  - Allemagne : 31 décembre 1948.
  - Autriche : 23 juin 1950.
  - États-Unis : 27 octobre 1952.

## Distribution
- Gert Fröbe: Otto Normalverbraucher
- Tatjana Sais: Ida Holle
- Ute Sielisch: Eva Wandel
- Aribert Wäscher: Anton Zeithammer
- O. E. Hasse: Le réactionnaire
- Hans Deppe: Emil Lemke
- Werner Oehlschläger: Klugschwätzer
- Karl Schönböck: Journaliste radio
- Herbert Hübner: M. Bollmann
- Alfred Schieske: M. Schneidewind
- Erik Ode: Le narrateur
- Clemens Hasse (de): Le prêtre
- Rita Paul (de): Chanteuse du Torero-Bar
- Brigitte Mira: Une prostituée
- Georgia Lind (de): Une prostituée
- Ruth Zillger: Une prostituée